# Быковский, Ян Демидович
Ян (Иван) Демидович Быковский (неизвестно — 1699, Киев) — основатель киевской ветви рода Быковских, деятель киевского магистрата, был бурмистром, а после разоблачения и освобождение от должности в 1687 году старосты Ждана Тадрины занял его место.
В 1688 году он приобрел землю на Кудрявце, где основал хутор и кабак, после чего эта местность время стала называться Быковщиною.
В конце XVII века владел тремя десятками дворов на Подоле и на окраинах города, несколькими магазинами. Среди владений старосты была и большая усадьба вблизи церкви Николы Притиска, окруженная тремя незастроенными участками — она стала родовой усадьбой Быковских.
Последние годы своей жизни провел в монастыре, где и умер в 1699 году. После него должность старосты занял его сын Фёдор Быковский.